# Эль Пало
«Эль Пало» (исп. CD El Palo) — испанский футбольный клуб из города Малага, в одноимённой провинции в автономном сообществе Андалусия. Клуб основан в 1972 году, домашние матчи проводит на стадионе «Сан Игнасио», вмещающем 1 000 зрителей. В Примере и Сегунде команда никогда не выступала, лучшим результатом является 12-е в Сегунде B в сезоне 2013/14.

## Сезоны по дивизионам
- Сегунда B - 2 сезона
- Терсера - 8 сезонов
- Региональные лиги - 30 сезонов

## Достижения
- Терсера
  - Победитель: 2012/13